# Lincoln MKS
De Lincoln MKS was een auto in de hogere middenklasse van de Lincoln divisie van Ford voor met name de Noord-Amerikaanse markt.

## Eerste generatie (2008-2012)
De eerste generatie Lincoln MKS was de opvolger van de Lincoln Town Car in het particuliere segment. Het is het sedanvlaggenschip van Lincoln. Het is een luxere versie van de Ford Taurus en Mercury Sable en is derhalve ook met voorwielaandrijving en vierwielaandrijving beschikbaar.
Verkoopcijfers:
- 2008: 12.982
- 2009: 17.174
- 2010: 14.417
- 2011: 12.217

## Tweede generatie (2013-2016)
De tweede generatie Lincoln MKS is in 2012 voor modeljaar 2013 uitgebracht met een nieuw ontwerp. Recensies waren in 2012 niet onverdeeld positief. Deze generatie heeft  onder andere nieuwe veiligheidsmaatregelen: automatische calibratie van schokdempers, blindevlekwaarschuwing, ACC en LKS.
De Lincoln MKS werd in 2016 vervangen door een herintroductie van de Lincoln Continental.